# Harrie Lavreysen
Harrie Lavreysen (Luyksgestel, 14 maart 1997) is een Nederlandse baanwielrenner. Lavreysen is zestienvoudig wereldkampioen, waarmee hij recordhouder is. Ook is hij met vijf olympische titels de meest succesvolle Nederlandse deelnemer aan de Zomerspelen in de geschiedenis en na Ireen Wüst de succesvolste Nederlandse deelnemer ooit aan de Olympische Spelen. Verder werd hij veertienmaal Europees kampioen en won hij twee keer goud op de Europese Spelen.

## Biografie

### Jeugd
Lavreysen was als junior een verdienstelijk BMX'er. Hij kroonde zich driemaal tot Nederlands kampioen en werd bovendien ook drie keer Europees kampioen. Er werd hem zodoende een succesvolle toekomst toegeschreven. De BMX-sport staat echter bekend om zijn vele én zware valpartijen. Het noodlot sloeg ook bij Lavreysen toe. Na al vele schouderblessures te hebben gehad, zorgde een nieuwe blessure ervoor dat zijn behandelende dokters hem afraadden verder te gaan met deze sport.
Een vergelijkbaar scenario was olympisch keirinkampioene Elis Ligtlee ook overkomen. Zij besloot toen de overstap te maken naar het baanwielrennen. Dit zelfde deed Lavreysen. Doordat de BMX'ers en de baanwielrenners zo nu en dan samen trainden op Papendal, was hij bij diverse trainers al opgevallen en deze konden hem na het slechte nieuws overtuigen te kiezen voor een overstap naar de baan.

### 2016
Lavreysen maakte zijn internationale debuut tijdens het Europese kampioenschappen baanwielrennen 2016 in Saint-Quentin-en-Yvelines, Frankrijk. Door de afwezigheid van de grote Nederlandse toppers die net terugkeerden van de Olympische Zomerspelen, mocht Lavreysen starten op de sprint en de teamsprint (met Carlo Cesar en Roy van den Berg). In beide evenementen overleefde Lavreysen de kwalificatieronde net niet. In de sprint werd hij negentiende en in de teamsprint negende.
Later dat jaar werd Lavreysen tijdens het Nederlands kampioenschap in Apeldoorn, Nederland tweede op de sprint achter Jeffrey Hoogland en derde op de keirin achter dezelfde Hoogland en Hugo Haak.

### 2017
Lavreysen mocht in 2017 zijn opwachting maken tijdens het wereldkampioenschappen baanwielrennen 2017 in Hongkong. In de kwalificatieronde van de teamsprint kwam Lavreysen niet in actie; Theo Bos, Nils van 't Hoenderdaal en Jeffrey Hoogland reden in deze ronde de zesde tijd. In de daarop volgende eerste ronde wonnen Van 't Hoenderdaal, Lavreysen en Matthijs Büchli van het Verenigd Koninkrijk en plaatsten zich tevens met de tweede tijd voor de finale. In de finale verloren Hoogland, Lavreysen en Büchli van Nieuw-Zeeland, nadat Lavreysens voet bij de start tot twee keer toe uit het pedaal vloog. Hierdoor keken ze meteen tegen een grote achterstand aan die ze niet meer konden goedmaken, waardoor ze genoegen moesten nemen met zilver.
Tijdens de sprint op datzelfde toernooi verraste hij vriend en vijand door in de kwalificatieronde de zesde tijd neer te zetten. De daaropvolgende ronden tot aan de finale won hij daarna met relatief veel gemak. De finale verloor hij daarna echter van de Rus Denis Dmitrjev. Zodoende keerde hij met zijn tweede zilveren medaille huiswaarts.
In het najaar van datzelfde jaar kwam Lavreysen ook nog uit op het Europese kampioenschappen baanwielrennen in Berlijn, Duitsland. Hier pakte hij samen met Büchli en Hoogland brons op de teamsprint. Op de sprint reikte Lavreysen tot de kwartfinale, maar hierin kwam hij niet meer in actie, omdat de schouderblessure die hij een ronde eerder had opgelopen na een valpartij met de Litouwer Svajunas Jonauskas hem te veel parten speelde. Op de keirin haalde Lavreysen de dag erop de halve finale, maar ook hier slaagde hij er niet in om de finale te halen. Hij wist de troostfinale daarna wel te winnen en eindigde daardoor als zevende, net voor zijn landgenoot Matthijs Büchli.
Tijdens de eerste wereldbekerwedstrijd in het Poolse Pruszków won Lavreysen met Jeffrey Hoogland en Nils van 't Hoenderdaal goud op de teamsprint. Tijdens de finale reden ze een tijd van 42,906 en hiermee verbeterden ze het Nederlandse record van 42,995 uit 2013.

### 2018
Op de Wereldkampioenschappen baanwielrennen 2018 in Apeldoorn maakte Lavreysen deel uit van de Nederlandse ploeg die de wereldtitel behaalde op de teamsprint. Hij reed de finale samen met Nils van 't Hoenderdaal en Jeffrey Hoogland. In de finale versloegen zij de Britse ploeg, waar onder andere Jason Kenny deel van uitmaakte. Het was de eerste keer in de geschiedenis dat de Nederlandse ploeg de regenboogtrui won. Later dat jaar wonnen zij ook goud op het EK in Glasgow. Aan het eind van het jaar werden de teamsprinters Van den Berg, Büchli, Van ’t Hoenderdaal, Hoogland en Lavreysen gekozen tot Sportploeg van het jaar.

### 2019
De Nederlandse teamsprinters prolongeerden op de Wereldkampioenschappen baanwielrennen 2019 in Pruszków hun wereldtitel. In de finale klopten zij de Franse sprinters. Op 3 maart haalde Lavreysen het grootste individuele succes uit zijn loopbaan tot dan toe, door wereldkampioen sprint te worden. Tijdens het toernooi versloeg hij achtereenvolgens Sam Webster, Nathan Hart en Mateusz Rudyk. In de finale kwam hij uit tegen zijn land-, ploeg- en kamergenoot Jeffrey Hoogland. Het was de eerste keer dat twee Nederlanders de finale van een WK sprint haalden sinds 1957, toen Jan Derksen Arie van Vliet versloeg. Lavreysen klopte Hoogland overtuigend, hij won in twee heats, en werd zo de eerste Nederlandse wereldkampioen sprint sinds Theo Bos in 2007.

### 2020

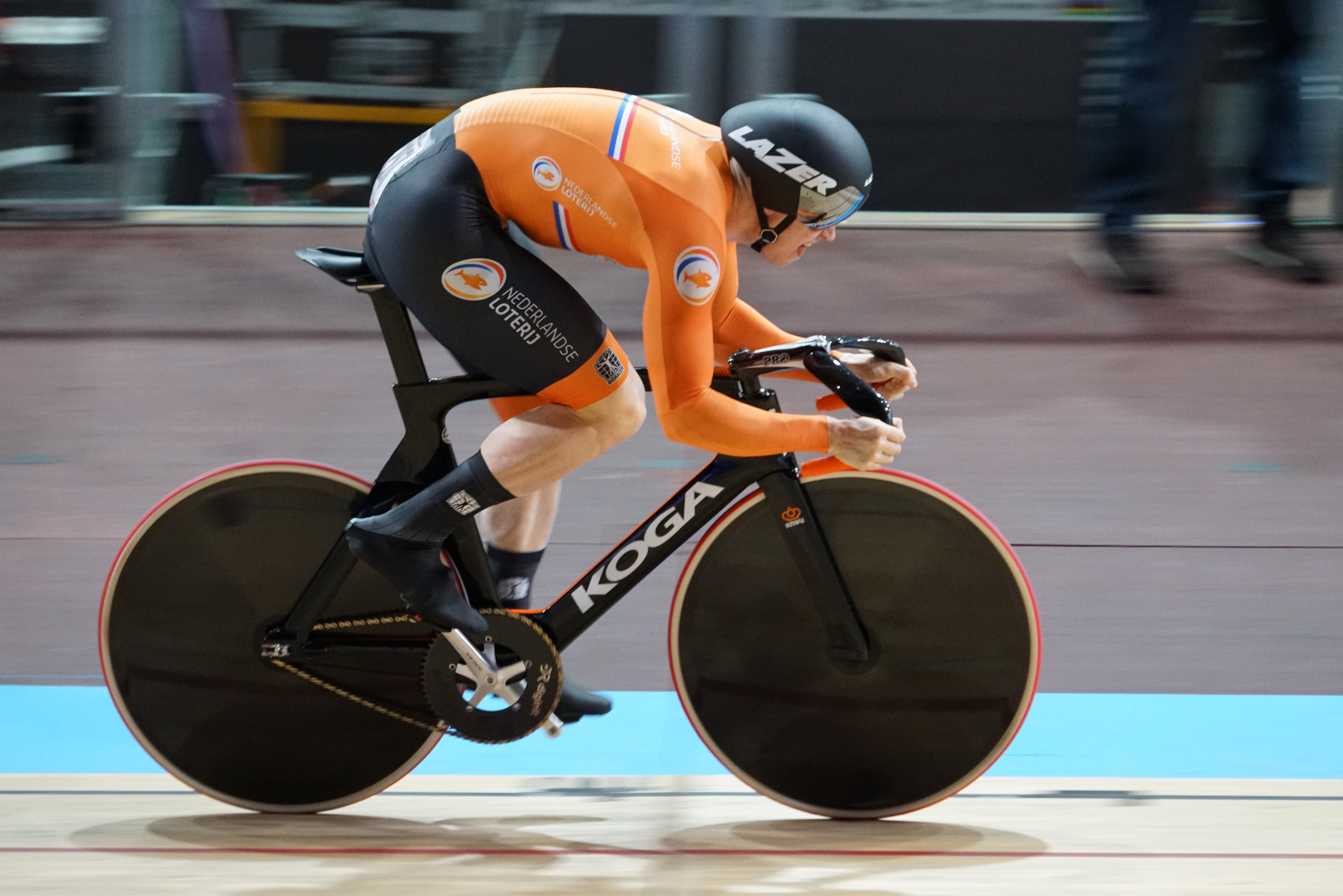
Lavreysen tijdens het WK 2020 in Berlijn

Ook in 2020 wisten de teamsprinters de wereldtitel te behalen, ditmaal met overmacht. Op het WK in Berlijn reden Lavreysen, Van den Berg, Hoogland en Büchli tweemaal een wereldrecord. In de finale waren zij ruim een seconde sneller dan regerend olympisch kampioen Groot-Brittannië. Een dag later won Lavreysen de gouden medaille op de keirin, na een bijna twee rondes durende sprint. En op 1 maart maakte hij de hattrick compleet: in de finale van de WK sprint klopte hij opnieuw Jeffrey Hoogland. Daarmee won hij zijn zesde wereldtitel, en werd hij de meest succesvolle Nederlandse baanwielrenner op Wereldkampioenschappen aller tijden; Piet Moeskops, Gaby Minneboo en Theo Bos wonnen vijf wereldtitels. Bovendien was hij de eerste baanwielrenner in de geschiedenis die op een WK driemaal goud won. In de maanden hierna heeft hij meer tijd besteed aan zijn bachelorstudie bedrijfskunde aan de Open Universiteit. Dit was vanwege de sluiting van trainingslocaties en het uitstellen van de Olympische Zomerspelen 2020 vanwege de wereldwijde uitbraak van COVID-19.

### 2021
In 2021 won Lavreysen samen met Jeffrey Hoogland, Roy van den Berg en Matthijs Büchli de teamsprint op de Olympische Spelen in Tokyo. In de kwalificatieronde reden ze met een tijd van 42,134 een nieuw olympisch record. In de finale wisten ze deze tijd te verbeteren tot een tijd van 41,369 en versloegen zij de ploeg van Groot-Brittannië met overmacht. Enkele dagen later pakte hij zijn tweede olympische titel, op het onderdeel sprint, door in de finale in de beslissende heat af te rekenen met landgenoot Jeffrey Hoogland. Daarmee was hij de eerste Nederlander die goud won op het koningsnummer sinds Jacques van Egmond in 1932. Als eerbetoon doopte Van Egmonds zoon Paul van Egmond het café dat hij van zijn vader overnam voor één dag om in 'Café Lavreysen'. Op de slotdag van de Spelen eindigde hij op de keirin op de derde plaats, na Jason Kenny en Azizulhasni Awang. Bij zijn terugkomst in Nederland werden hij en alle andere Nederlandse goudenmedaillewinnaars in Sportcampus Zuiderpark benoemd tot Ridder in de Orde van Oranje-Nassau.
Ook op het WK in Roubaix was Lavreysen weer succesvol. Hij won, met Van den Berg en Hoogland, zijn vijfde wereldtitel op de teamsprint, en hij prolongeerde zijn wereldtitel op de keirin. En in de finale van het sprinttoernooi trof hij opnieuw Jeffrey Hoogland. Voor de derde maal op rij was hij de sterkste in de finale; hij versloeg Hoogland in twee heats.
Op 20 december 2021 kreeg Lavreysen als beste Nederlandse profwielrenner de Gerrit Schulte Trofee uitgereikt. Hij was de eerste baanwielrenner aan wie deze trofee werd toegekend sinds Roy Schuiten in 1974.

### 2022
Op de Wereldkampioenschappen baanwielrennen 2022 in het Vélodrome de Saint-Quentin-en-Yvelines wisten de Nederlandse teamsprinters hun wereldtitel niet te prolongeren; voor het eerst sinds eind 2017 werden zij geklopt. In de finale werden Lavreysen, Hoogland en Van den Berg met vier honderdste seconde verslagen door de Australische ploeg. Lavreysen slaagde er de volgende dag wel in weer wereldkampioen op de keirin te worden, opnieuw voor Jeffrey Hoogland. En op 16 oktober won hij zijn vierde wereldtitel sprint. Zowel de halve finale, tegen de Pool Mateusz Rudyk, als de finale, tegen de Australiër Matthew Richardson, won hij met overmacht in twee heats. Met zijn vierde achtereenvolgende titel trad hij in de voetsporen van Piet Moeskops, die tussen 1921 en 1924 viermaal goud won.

### 2023
Op de Europese kampioenschappen baanwielrennen 2023 in het Zwitserse Grenchen won Lavreysen zijn vijfde Europese titel bij de Teamsprint, en zijn tweede individuele sprinttitel. In de finale versloeg hij de Pool Mateusz Rudyk. En op de slotdag van het toernooi won hij ook goud op de keirin, voor Patryk Rajkowski en Jeffrey Hoogland.
Op het WK 2023 op de Sir Chris Hoy Velodrome in Glasgow heroverden Lavreysen, Hoogland en Van den Berg hun wereldtitel op de teamsprint. Zij waren in de finale driehonderdste seconde sneller dan de ploeg van Australië. Ook het individuele sprinttoernooi wist hij, voor de vijfde maal op rij, te winnen. In de finale versloeg hij Nicholas Paul uit Trinidad en Tobago in twee heats. Voor hem lukte het slechts vijf sprinters de wereldtitel vijfmaal (of vaker) te winnen; Thorvald Ellegaard, Piet Moeskops, Jef Scherens, Antonio Maspes en Koichi Nakano. Maar tijdens het keirin toernooi lukte het niet om een medaille te winnen, hierin kroonde de Colombiaan Kevin Quintero zichzelf tot de nieuwe wereldkampioen. Het was voor het eerst sinds drie edities dat er een nieuwe wereldkampioen op de Keirin was en eerst sinds het WK 2019 dat Lavreysen niet op het podium wist te eindigen.

### 2024

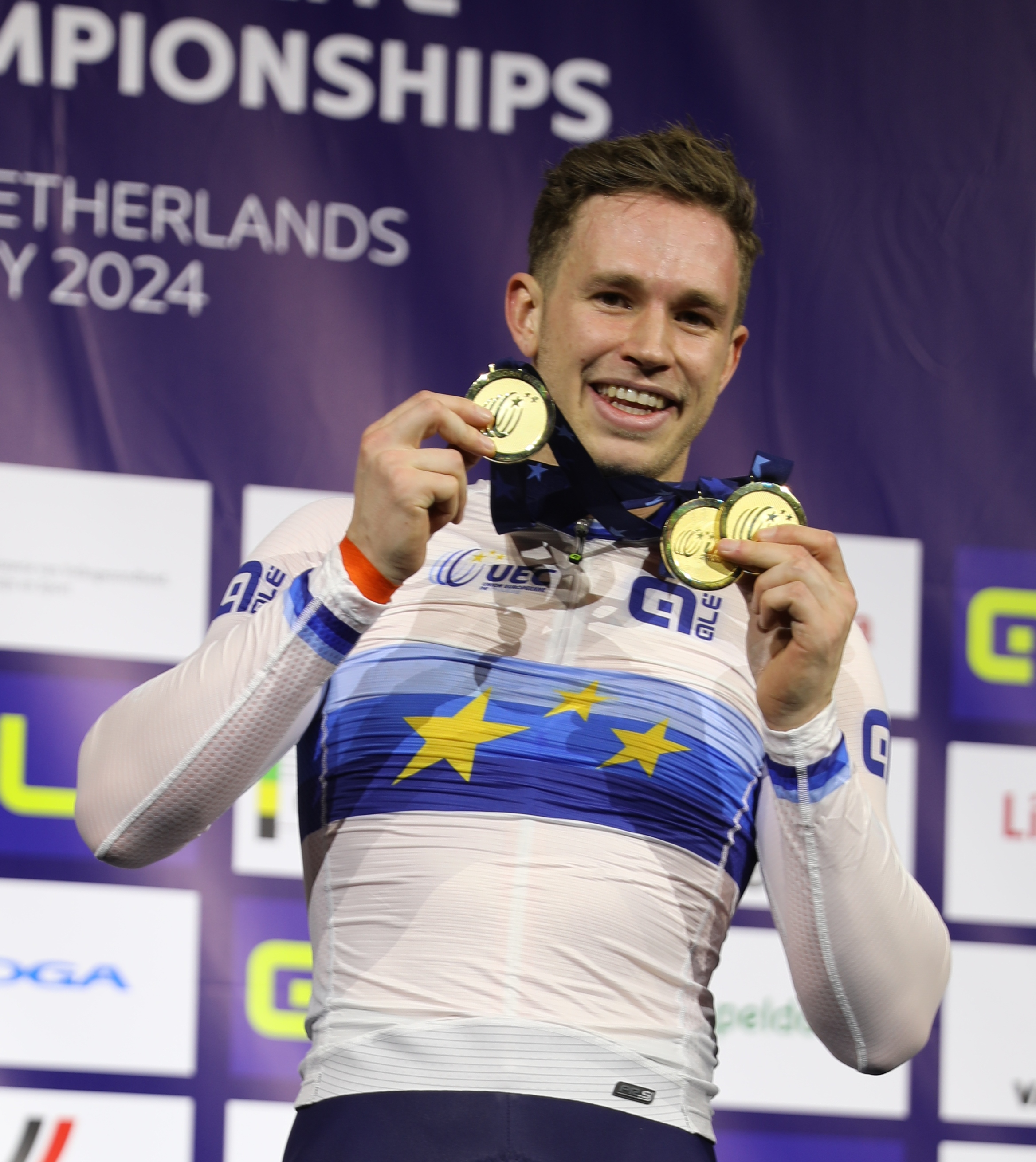
Harrie Lavreysen met de Europese hattrick tijdens het Europese kampioenschappen baanwielrennen 2024 in eigen "huis" Apeldoorn.

Lavreysen was opnieuw succesvol op het EK 2024 in Omnisport Apeldoorn. Voor de vierde maal won hij drie titels op een groot internationaal toernooi. Met Van den Berg en Hoogland won hij de zesde Nederlandse EK-titel op de teamsprint in zeven jaar (in 2020 nam de ploeg niet deel aan het EK door de COVID-19). Daarna won hij goud op de sprint, door in de finale de Pool Mateusz Rudyk afgemeten te verslaan. Sinds 2019 is hij op EK's, WK's en Olympische Spelen ongeslagen op dit onderdeel. En op de slotdag van het toernooi deed Lavreysen zijn bijnaam 'Harrie Hattrick' eer aan door ook de Europese keirintitel te winnen, met een grote voorsprong op Mateusz Rudyk en Stefano Moro.
Op de Olympische Zomerspelen 2024 in Parijs reed hij samen met Roy van den Berg en Jeffrey Hoogland de teamsprint. Met een tijd van 41,191 seconden vestigden ze in de kwalificatieronde een nieuw wereldrecord. In de finale om goud of zilver wonnen ze van Groot-Brittannië met opnieuw een wereldrecord: 40,949 seconden. De gemiddelde snelheid van de Nederlanders was bijna 66 kilometer per uur. Zij lieten de Britse ploeg maar liefst 0,865 seconde achter en prolongeerden hun olympische titel.
In de kwalificaties voor het individuele sprinttoernooi reed Lavreysen een tijd van 9,088 seconden, waarmee hij het wereldrecord van Matthew Richardson met 0,003 seconde verbeterde. In de finale versloeg Lavreysen Richardson in twee heats, hiermee won Lavreysen zijn vierde olympische titel. Voor hem slaagden slechts vier Nederlandse sporters hierin op de Zomerspelen, ruiter Charles Pahud de Mortanges, atlete Fanny Blankers-Koen, wielrenster Leontien van Moorsel en zwemster Inge de Bruijn.
Op 11 augustus voltooide Lavreysen zijn Olympische hattrick. Lavreysen was na Jason Kenny in 2016 de tweede man die dit presteerde. Hij won de keirin voor de Australiërs Matthew Richardson en Matthew Glaetzer. Afscheidnemend bondscoach Mehdi Kordi roemde hem na afloop als de "beste baansprinter aller tijden" en oud-wereldkampioen Theo Bos noemde zijn prestatie "superknap". Als eerbetoon mocht Lavreysen die avond, samen met atlete Femke Bol, de Nederlandse vlag dragen tijdens de sluitingsceremonie van de Spelen.
Lavreysen won in oktober 2024, op het WK in Ballerup, zijn zesde wereldtitel op de teamsprint, en zijn veertiende regenboogtrui in totaal. Roy van den Berg, Jeffrey Hoogland en hij wonnen de finale tegen Australië met overmacht. Met het behalen van zijn veertiende wereldtitel evenaarde hij het record van de Fransman Arnaud Tournant. Op 18 oktober behaalde hij goud op de 1 kilometer tijdrit. In de series verbeterde hij het wereldrecord van Hoogland; hij reed 57,4 seconden. En in de finale reed Lavreysen een tijd van 57,3 seconden. Daarmee won hij voor het eerst de wereldtitel op dit onderdeel, voor Hoogland en de Brit Joseph Truman. In de lange geschiedenis van de wereldkampioenschappen baanwielrennen, die begon in 1893, was geen enkele renner zo succesvol als Lavreysen, met vijftien wereldtitels en drie zilveren medailles. Bovendien evenaarde hij de prestatie van Sir Chris Hoy, voor hem de enige die wereldkampioen werd op de sprint, keirin, kilometer en teamsprint. Twee dagen later haalde hij opnieuw Harries Hattrick: hij behaalde zijn zesde achtereenvolgende wereldtitel sprint, door Jeffrey Hoogland in twee heats te kloppen.
Aan het eind van het jaar werd hij onderscheiden met de nieuwe Chris Hoy Trophy, een aparte Vélo d'Or voor de beste coureur op Olympische onderdelen. Ook werd hij gekozen tot Sportman van het jaar. De Nederlandse topsporters en een vakjury verkozen hem boven Abdi Nageeye, Mathieu van der Poel en Max Verstappen.  Lavreysen was al driemaal eerder genomineerd voor de prijs, maar won nog nooit. Bij de prijsuitreiking zei hij: "Ik dacht: als het dit jaar niet lukt, gaat het nooit lukken. Ik heb alles bereikt waarvan ik droomde."

### 2025
Op het EK in het Belgische Heusden-Zolder reed Lavreysen de teamsprint met een jonge ploeg; Hoogland en Van den Berg deden niet mee aan het toernooi. Met Loris Leneman en Tijmen van Loon haalde hij weliswaar de finale, maar zij werden daarin geklopt door de Franse ploeg. Hij won daarna zijn vierde Europese titel op de sprint, door in de finale de Israeliër Mikhail Jakovlev in twee heats te verslaan. En de volgende dag won hij opnieuw goud op de keirin.

## Palmares
| Kampioenschap            | Kampioenschap       | 2015   | 2016   | 2017   | 2018   | 2019   | 2020   | 2021  | 2022   | 2023   | 2024 | 2025   |        |
| ------------------------ | ------------------- | ------ | ------ | ------ | ------ | ------ | ------ | ----- | ------ | ------ | ---- | ------ | ------ |
| Olympische spelen        | Teamsprint          | n.v.t. | -      | n.v.t. | n.v.t. | n.v.t. | n.v.t. | Goud  | n.v.t. | n.v.t. | Goud | n.v.t. | n.v.t. |
| Olympische spelen        | Sprint              | n.v.t. | -      | n.v.t. | n.v.t. | n.v.t. | n.v.t. | Goud  | n.v.t. | n.v.t. | Goud | n.v.t. | n.v.t. |
| Olympische spelen        | Keirin              | n.v.t. | -      | n.v.t. | n.v.t. | n.v.t. | n.v.t. | Brons | n.v.t. | n.v.t. | Goud | n.v.t. | n.v.t. |
| Wereldkampioenschap      | Teamsprint          |        |        | Zilver | Goud   | Goud   | Goud   | Goud  | Zilver | Goud   | Goud |        |        |
| Wereldkampioenschap      | Sprint              |        |        | Zilver | 10     | Goud   | Goud   | Goud  | Goud   | Goud   | Goud |        |        |
| Wereldkampioenschap      | Keirin              |        |        |        | 6      |        | Goud   | Goud  | Goud   | 4      |      |        |        |
| Wereldkampioenschap      | Individuele tijdrit |        |        |        |        |        |        |       |        |        | Goud |        |        |
| Europees kampioenschap   | Teamsprint          |        |        | Brons  | Goud   | Goud   |        | Goud  | Goud   | Goud   | Goud | Zilver |        |
| Europees kampioenschap   | Sprint              |        |        | 8      | Brons  | Zilver |        | Goud  |        | Goud   | Goud | Goud   |        |
| Europees kampioenschap   | Keirin              |        |        | 7      | 5      | Goud   |        | 6     |        | Goud   | Goud | Goud   |        |
| Europees kampioenschap   | Individuele tijdrit |        |        |        |        |        |        |       |        |        |      |        |        |
| Nederlands kampioenschap | Teamsprint          | Goud   | Zilver | Zilver | Zilver |        | n.v.t. |       |        |        |      |        |        |
| Nederlands kampioenschap | Sprint              |        | Zilver | Zilver | Brons  | Brons  | n.v.t. | Goud  | Goud   | Goud   |      |        |        |
| Nederlands kampioenschap | Keirin              |        | Brons  |        | Goud   | Goud   | n.v.t. | Goud  | Goud   | Goud   |      |        |        |
| Nederlands kampioenschap | Individuele tijdrit |        |        | Goud   |        |        | n.v.t. |       |        | Goud   |      |        |        |

Niet van toepassing = niet gehouden; - = niet deelgenomen

### Wereldbekermedailles
Keirin
 Milton, Canada: 2017/2018
 Minsk, Wit-Rusland: 2019/2020
Sprint
 Manchester, Groot-Brittannië: 2017/2018
 Londen, Groot-Brittannië: 2018/2019
 Minsk, Wit-Rusland: 2019/2020
 Glasgow, Groot-Brittannië: 2019/2020
 Hongkong: 2019/2020
 Saint-Quentin-en-Yvelines, Frankrijk: 2018/2019
 Milton, Canada: 2018/2019
Teamsprint
 Pruszków, Polen: 2017/2018
 Milton, Canada: 2018/2019
 Berlijn, Duitsland: 2018/2019
 Londen, Groot-Brittannië: 2018/2019
 Minsk, Wit-Rusland: 2019/2020
 Glasgow, Groot-Brittannië: 2019/2020
 Hongkong: 2019/2020
 Manchester, Groot-Brittannië: 2017/2018

### UCI Track Champions League
Winnaar Eindklassement Sprint: 2021, 2023 en 2024
 Tweede Eindklassement Sprint: 2022
2000: Florian Rousseau ·
2004: Ryan Bayley ·
2008: Chris Hoy ·
2012: Chris Hoy ·
2016: Jason Kenny ·
2020: Jason Kenny · 
2024: Harrie Lavreysen
1896: Paul Masson ·
1900: Albert Taillandier ·
1920: Maurice Peeters ·
1924: Lucien Michard ·
1928: Roger Beaufrand ·
1932: Jacques van Egmond ·
1936: Toni Merkens ·
1948: Mario Ghella ·
1952: Enzo Sacchi ·
1956: Michel Rousseau ·
1960: Sante Gaiardoni ·
1964: Giovanni Pettenella ·
1968: Daniel Morelon ·
1972: Daniel Morelon ·
1976: Anton Tkáč ·
1980: Lutz Heßlich ·
1984: Mark Gorski ·
1988: Lutz Heßlich ·
1992: Jens Fiedler ·
1996: Jens Fiedler ·
2000: Marty Nothstein ·
2004: Ryan Bayley ·
2008: Chris Hoy · 
2012: Jason Kenny · 
2016: Jason Kenny · 
2020: Harrie Lavreysen · 
2024: Harrie Lavreysen
2000: Gané, Tournant, Rousseau ·
2004: Wolff, Nimke, Fiedler ·
2008: Staff, Kenny, Hoy ·
2012: Kenny, Hoy, Hindes ·
2016: Hindes, Kenny, Skinner ·
2020: Van den Berg, Büchli, Lavreysen, Hoogland
2024: Van den Berg, Lavreysen, Hoogland